# 스핑
스핑(Sping)은 스팽 핑(Spam Ping)의 줄임말이다. 스핑은 이름에서처럼, 스팸(Spam)인 핑(Ping)을 말한다. 스핑은 보통 트랙백 스팸(Trackback Spam)으로 알려져 있는데, 이는 트랙백을 사용하는 블로그로부터의 사기 핑(Fraudulent Pings)과 관련이 있다.
핑은 대개 블로그로부터 핑서버(Ping Server; Centralized Network Service)로 전달되는 메시지를 가리키는데, 이는 블로그에 새 포스트나 컨텐츠가 생성/수정/삭제되었음을 통보하는 용도로 사용된다. 이를 통해 블로그 검색 엔진이 검색 순위를 매기기도 하는데, 이러한 핑의 특성 때문에 스핑은 사회적인 문제가 되어 있다.
스핑은 보통 불법적인 스팸 블로그(Splog; Spam Blog)에서 생성되지만, 가끔은 합법적인 곳에서 생성되기도 한다(이 때는 아주 짧은 시간 동안(초당 10~100개) 다수의 핑이 생성되는 경우이다).
스핑이라는 단어는 2006년 2월 테크노라티(Technorati)사의 데이빗 사이프리(David Sifry)의 'State of the Blogosphere'라는 보고서를 통해 대중화되었다. 하지만, 최초로 스핑이라는 단어를 만든 사람은 프랑스 SEO 블로거인 세바스티앙 빌라드(Sebastien Billard)로, 2005년 9월의 'Spam 2.0'이라는 그의 포스트를 통해서였다.